# 大橋新太郎

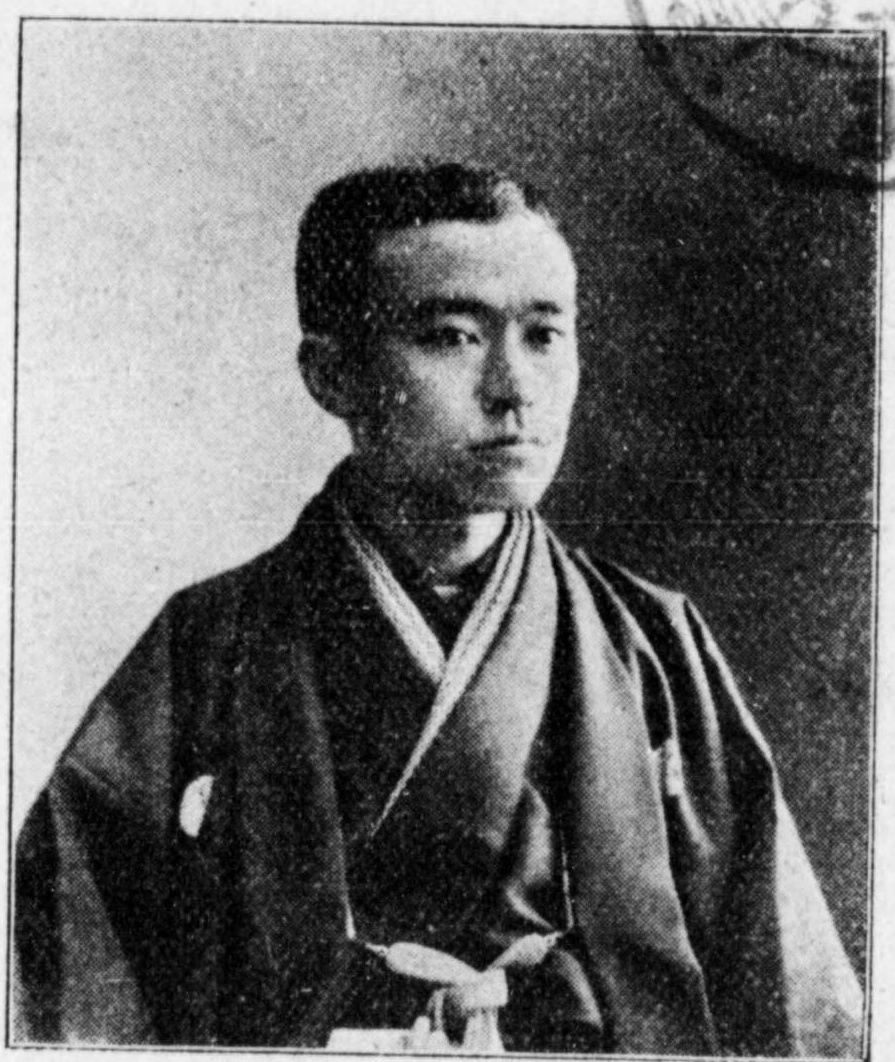
衆議院議員時代（1902年）

大橋 新太郎（おおはし しんたろう、文久3年7月29日（1863年9月11日） - 1944年（昭和19年）5月5日）は、明治時代から昭和時代にかけての実業家・政治家。父の大橋佐平とともに博文館を創業し、明治・大正時代の出版界の王者となり、印刷から販売まで手がける出版コンツェルンを構築した。また。衆議院議員・貴族院議員にも選ばれたほか、日本工業倶楽部会長を務めた。

## 人物
父の大橋佐平は越後長岡の開明的な商人で、出版・新聞などの情報産業にいち早く着目し、新潟県から東京に進出して近代出版業の先駆者となった。
博文館は、佐平と新太郎の父子が協力して創立した出版社で、日清戦争・日露戦争などの報道によって爆発的な利益を得るとともに、尾崎紅葉を盟主とする硯友社の文学運動に「文芸倶楽部」などの発表の場を提供することによって当時の文壇の首脳部を手中に収めた。また大衆が必要とする実用的な知識を集めた百科全書や、日本の古典文学作品に新たな注釈を施した活字本など、さまざまな分野にわたる膨大な刊行物を廉価で販売し、近代出版界でゆるぎない地位を築き上げた。
新太郎は、父の出版事業を継承するだけでなく、印刷（共同印刷）から取次・小売（東京堂）にわたるコンツェルンを構築し、さらに各種の製造業・エネルギー事業・交通事業の新会社の設立に積極的に関与し、国会議員となって活動しながら財界の発展に尽くした。一方、共同印刷社内では、労働争議が頻発し、1926年には共同印刷争議として歴史に刻まれる大事件に発展し、新太郎はその対応に苦慮した。
父佐平の遺志を継いで建設した私設大橋図書館は、誰でも簡単に利用できる図書館として東京市民に親しまれた。また金沢（横浜市金沢区）の別荘に隣接する称名寺が荒廃していることを悲しみ、多大な寄進を行なって境内の整備に尽くすとともに、神奈川県知事池田宏の要請によって、称名寺境内に設立された神奈川県立金沢文庫の建設資金の半額を提供するなど、文化的な公共事業へ私財の投入をいとわなかったことは、今なお高く評価されている。
大正時代以降、新太郎は財界活動に主力を置き、出版活動は子弟にほとんど委任したため、円本ブームにも乗りそこね、講談社や岩波書店などの志や目的を高く掲げた後続出版社に押されて、売り切り制の廉価大量販売によって一世を風靡した博文館のやり方は時代遅れとなり、出版界における地位は低落した。戦争中に新太郎が没し、後継体制が固まらないうちに敗戦となり、財閥解体令によって大橋コンツェルンも分割され、博文館は消滅した。戦後、需要の高かった「博文館日記」を主に刊行するために、共同印刷の一角で博文館新社が再建され、今日に名跡をつないでいる。

## 経歴
- 文久3年（1863年） - 越後国古志郡長岡城下（現新潟県長岡市本町一丁目）で生まれる
- 明治4年（1871年） - 長岡小学校入学
- 明治5年（1872年） - 長岡洋学校入学
- 1875年 - 新潟師範学校（現在の新潟大学）講習所入学
- 1876年 - 父佐平とともに上京し、中村正直が開いた同人社に入学し、少年寮に入る
- 1879年 - 父佐平、新潟で書籍販売業を始め、新太郎も従事して県内を巡回
- 1887年 - 父佐平、東京に博文館を創業。新太郎も多数の雑誌の創刊と出版事業を展開する
- 1892年 - 日本橋区本町三丁目に本社を設置
- 1895年 - 「文芸倶楽部」・「太陽」・「少年世界」の三大雑誌を創刊
- 1896年 - 初めて「博文館日記」を創刊
- 1897年 - 1884年から連れ添った妻のやま子（旧姓柳沢）を離縁、須磨子（川越町、横田準之助養女）と再婚
- 1898年 - 東京瓦斯専務取締役となる
- 1899年 - 小石川区久堅町に博進社工場を新設（1925年に共同印刷となる）
- 1901年 - 父佐平没。遺志により、翌年麹町区上六番町（現、千代田区三番町）の自邸内に大橋図書館を設置
- 1902年 - 衆議院議員に当選
- 1903年 - 王子製紙の取締役に就任
- 1908年 - 欧米視察旅行
- 1912年 - 日本鋼管の取締役に就任
- 1914年 - 東京市会議員に当選
- 1915年 - 京城電気会社の社長に就任
- 1920年 - 株式会社大橋本店を創立し、頭取となる
- 1921年 - 日本勧業銀行の参与理事に就任
- 1924年 - 博文館印刷所でストライキ発生
- 1926年 - 関東大震災で全焼した大橋図書館を九段下に新築移転。12月7日、貴族院議員に勅選[6]。
- 1927年 - 朝鮮無煙炭会社・東京電燈会社・理化学興業会社の取締役に就任。「太陽」終刊
- 1928年 - 南朝鮮鉄道会社・日本航空輸送会社の取締役に就任
- 1930年 - 新太郎の半額出資によって、神奈川県立金沢文庫が称名寺境内に完成
- 1933年 - 日本石油会社相談役・大日本麦酒の取締役会長に就任。「文芸倶楽部」・「少年世界」終刊
- 1934年 - 勲四等に叙せられる
- 1935年 - 日本工業倶楽部会長に就任
- 1936年 - 日本硝子会社取締役会長に就任
- 1941年 - 正五位に叙せられる
- 1944年 - 5月5日午後11時15分、麹町区三番町22番地の本邸で死去。法名：永楽院殿松雲道翁大居士。5月9日築地本願寺にて葬儀、小石川護国寺に埋葬。[7]

## 栄典
- 1940年（昭和15年）11月10日 - 紀元二千六百年祝典記念章[8]

## 著作

### 主な刊行雑誌
- 「日本之少年」（1889年）
- 「江戸会誌」（1889年）
- 「太陽」（1895年）
- 「少年世界」（1895年）
- 「文芸倶楽部」（1895年）
- 「中学世界」（1898年）
- 「幼年世界」（1900年）
- 「女学世界」（1901年）
- 「写真画報」・「幼年画報」・「少女世界」・「文章世界」〔田山花袋主編〕（1906年）
- 「英語世界」・「数学世界」（1907年）
- 「冒険世界」〔押川春浪主編〕（1908年）
- 「演芸倶楽部」・「婦女画報」（1912年）
- 「講談雑誌」・「家庭雑誌」（1915年）
- 「探偵小説」（1931年）
- 「新少年」（1935年）

### 主な出版物・シリーズ物
- 『日本文学全書』・『日本歌学全書』（1890年）
- 『温知叢書』・『日本文庫』・『日本歴史読本』・『少年文学』（1891年）
- 『帝国文庫』（1893年）
- 『日清戦争実記』（1894年）
- 『一葉全集』（1897年）
- 『帝国百科全書』・『通俗百科全書』・『日用百科全書』（1898年）
- 『独歩全集』（1910年）

## 親族
- 大橋佐平 - 父、博文館創業者。
- 大橋やま子 - 先妻。
- 大橋須磨子 - 後妻。
- 大橋進一 - 長男（先妻の子）、第3代博文館主。妻蓮子は若尾民造の四女。
- 大橋勇吉 - 三男、第2代博文館主。東京帝大卒。妻綾子は富士井銀行主石原光三の妹[9]。
- 大橋正雄 - 四男、日東製飴取締役、妻文子は日本石油社長水田政吉の四女[10][11]。
- 大橋武雄 - 五男、東宝映画専務。妻のいゆは坪谷善四郎の養女。坪谷の養子忠三の妻は武雄の母の妹。[12]
- 大橋達雄 - 六男、東京帝大卒、東京堂監査役。日本出版配給専務取締役、銀一商事社長。妻菅子は馬越恭平の孫。[13]
- 伊藤文子 - 三女、杭瀨土地、日本精澱所社長伊藤欣二の妻[14]。
- 金子豊子 - 五女、金子武麿の妻[15]。
- 平沼澄子 - 七女、平沼久三郎（平沼専蔵三男）の妻[16]。
- 大橋省吾 - 弟。1867年生。書籍雑誌販売取次店「東京堂」創業者高橋新一郎の長女かうと結婚し、1891年より同社社長[17][18]。長男・英太郎（1888年生）は大橋省吾を襲名し、東京堂を継いだ[19][17]。
- 窪田善八郞 - 異母弟。1899年生。山形屋海苔店創業者窪田惣八の婿養子となる[20][21]。
- 大橋こう - 妹。1881年生。大橋光吉の妻。子の松雄は松竹ロビンス元経営者
- 大橋乙羽 - 義弟。妹ときの婿。
- 山本留次 - 従弟。父の姉の子。

## 関連文献
- 坪谷善四郎『大橋新太郎伝』 博文館新社（1985年、1937年成稿）
- 坪谷善四郎『大橋図書館四十年史』 博文館（1942年）
- 坪谷善四郎『大橋佐平翁伝』 博文館（1932年、1974年に増補改訂版が栗田出版会から刊行）